# خرفستر
خرفستر (اوستایی: xrafstra-) /خْرَفْسْتَر/ واژه‌ای‌است پهلوی و به هر جانور یا حشره‌ای موذی (مار، عقرب، رتیل، زنبور و ساس) گفته می‌شد. در دین زرتشتی کشتن خرفستر ثواب دارد. بیست و چهارمین روز هر ماه (دین روز)، روز کشتن خرفستران بوده است. در ایران باستان برای کشتن خرفستران از چوبدستی‌ای استفاده می‌شده است که به آن مارغن می‌گفتند.

## پیشینه
هرودوت که در تاریخ خود (نوشته شده حدود سال ۴۲۵ قبل از میلاد) نامی از زرتشت و دین زرتشتی نبرده است اما از این رسم یاد کرده است، او می‌نویسد: 
مغ‌ها نژادی بسیار عجیب و غریب هستند که کاملاً با راهبان مصری و در واقع از همه مردان دیگر متفاوت است. کاهنان مصری نکشتن هیچ حیوان زنده ای را جز حیواناتی که به عنوان قربانی تقدیم می‌کنند، یک نکته دینی می‌دانند. برعکس، مغان، به جز سگ‌ها و مردان، حیوانات مختلف را با دست خود می‌کشند. حتی به نظر می‌رسد که آنها از کار لذت می‌برند و به آسانی مانند سایر حیوانات، مورچه‌ها و مارها و مواردی مانند پرواز یا خزنده را می‌کشند. با این حال، از آنجایی که همیشه این رسم آنها بوده است، بگذارید به آن پایبند باشند.

## ریشه واژه
خرف یا خرَپ در فارسی به معنی شراره آتش و ستر به معنی ستردن و از بین بردن است. خرفستر احتمالاً به معنی ضد و از بین برنده آتش مقدس است.
بارتولومه ریشه خرف را به معنی سهیم بودن و نفع و سود داشتن آورده است. از این رو واژه خرفستر از بین برنده سود یا همان جانور زیانکار معنی شده است. در زبان فارسی دری از لفظ خستر هم استفاده شده است.

## تعریف خرفستران
حشرات و جانوران موذی مثل مار و موش و مخصوصاً هر جانور خرد زیانکار خرفستر به حساب می‌آید. گاهی حیوانات بزرگی چون فیل هم خرفستر شمرده شده‌اند.
لیست خرفسترانی که در وندیداد آمده بدین شرح است: مار، بید، کژدم، وزغ، موش، مورچه، پشه، کک، کنه، ملخ، مگس، زنبور، عنکبوت، کرم، سوسک، سن، ساس، شپش، سرگین گردان، بزمجه، لاک‌پشت، گربه، خرگوش و فیل. (ر.ک. وندیداد، ترجمه و شرح هاشم رضی، ج ۲، ص ۷۷۵–۷۶۲ شرح)

## دستورها در باب خرفستران
در دین زرتشتی خرفستران آفریده اهریمن هستند و کشتن آنها لازمه بهدینی است.
«پیدا است که هر بهدینی یکی غن باید داشتن که خرفستران و گناهکاران را بدان زند و کشد تا کرفه مندتر شود.» (فرنبغ دادگی، ۱۲۱–۱۲۰ :۱۳۸۰)
از مهم‌ترین آیین‌های جشن سپندارمذگان مراسم کشتن و دورکردن خرفستران است.

## ادبیات
احتمالاً فردوسی در این بیت مشهور شاه‌نامه به نکوهش این عمل می‌پردازد.
| مکش مورکی را که روزی کش است |  | که او نیز جان دارد و جان خوش است |

سعدی نیز در شعری در بوستان سعدی این بیت فردوسی را نقل به مضمون کرده و به فردوسی برای گفتن آن رحمت می‌فرستد.
| چه خوش گفت فردوسی پاک زاد |  | که رحمت بر آن تربت پاک باد      |
| میازار موری که دانه‌کش است |  | که جان دارد و جان شیرین خوش است |

شعر از ملک‌الشعرای بهار:
کیک و مله کژدم و مار و مگس
اشپش و زنبور و از این جنس بس
ساخته ز اندیشهٔ اهریمن‌اند
مایهٔ آزردن مرد و زن‌اند